# Haro
Haro é um município da Espanha 
na província e comunidade autónoma de La Rioja, de área 40,53 km² com população de 11463 habitantes (2007) e densidade populacional de 251,67 hab/km².

## Demografia
| Variação demográfica do município entre 1991 e 2004 | Variação demográfica do município entre 1991 e 2004 | Variação demográfica do município entre 1991 e 2004 | Variação demográfica do município entre 1991 e 2004 |
| --------------------------------------------------- | --------------------------------------------------- | --------------------------------------------------- | --------------------------------------------------- |
| 1991                                                | 1996                                                | 2001                                                | 2004                                                |
| 8778                                                | 9119                                                | 9402                                                | 10165                                               |